# Jurit
Jurit is een bestuurslaag in het regentschap Oost-Lombok van de provincie West-Nusa Tenggara, Indonesië. Jurit telt 11.556 inwoners (volkstelling 2010).